# Coranthus
Coranthus – rodzaj morskich ryb z rodziny apogonowatych.
Występowanie: Ocean Indyjski i zachodni Ocean Spokojny
Osiąga długość ok. 22 cm. Poławiany jako ryba konsumpcyjna.

## Klasyfikacja
Gatunki zaliczane do tego rodzaju:
- Coranthus polyacanthus